# کلیسای کاتولیک در لسوتو
کلیسای کاتولیک در لسوتو بخشی از کلیسای کاتولیک جهانی است که تحت رهبری معنوی پاپ در رم قرار دارد.

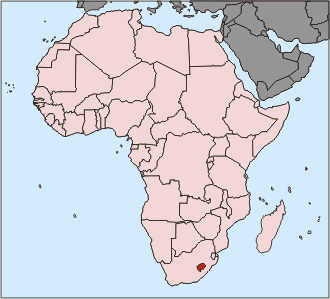
لسوتو (با رنگ قرمز) در نقشه آفریقا

در سال ۲۰۲۰ بیش از ۹۰ درصد جمعیت لسوتو مسیحی بودند؛ پیروان ادیان سنتی، به همراه مسلمانان، هندوها و بهائی‌ها، جمعیت باقیمانده را تشکیل می‌دهند.
در همان سال، کاتولیک‌ها حدود ۴۵ درصد جمعیت کشور را شامل می‌شدند. با این حال، برآوردهای دیگری عدد بسیار بالاتری را نشان می‌دهد.
مسیحیان در سراسر کشور پراکنده‌اند، در حالی که مسلمانان عمدتاً در بخش شمال شرقی زندگی می‌کنند. اکثر مسلمانان از اصل آسیایی هستند، در حالی که اکثریت مسیحیان را مردم بومی باسوتو تشکیل می‌دهند.
بسیاری از مسیحیان هنوز باورها و آیین‌های فرهنگی سنتی خود را همراه با مسیحیت حفظ کرده‌اند. کلیسای کاتولیک نیز برخی از جنبه‌های فرهنگ محلی را در مراسم خود ادغام کرده است؛ به عنوان مثال، آوازخوانی سرودهای مذهبی در مراسم به سبک محلی و سنتی خواندن (یک سبک تکراری «پاسخ و فراخوان» به زبان سسوتو، زبان بومی، و همچنین به زبان انگلیسی) تبدیل شده است. علاوه بر این، کشیشان در برخی مراسم به لباس محلی لباس می‌پوشند.
نقش برجسته کلیسای کاتولیک در کشور ناشی از تأسیس موفق مدارس کاتولیک در قرن بیستم و تأثیر آن بر سیاست آموزش است. کلیسای کاتولیک زمانی مالک حدود ۷۵ درصد مدارس ابتدایی و متوسطه کشور بود و در تأسیس دانشگاه ملی لسوتو نقش مهمی ایفا کرد؛ اما تا سال ۲۰۰۷، مالکیت آن به کمتر از ۴۰ درصد مدارس کاهش یافته بود.
کلیسای کاتولیک در تأسیس حزب ملی باسوتو (BNP) در سال ۱۹۵۹ نقش داشت و از آن در انتخابات استقلال در سال ۱۹۶۶ حمایت کرد. اکثر اعضای این حزب کاتولیک‌های معتقد هستند. حزب BNP از استقلال کشور در ۱۹۶۶ تا کودتای نظامی در ۱۹۸۵ حکومت می‌کرد. حزب کنگره باسوتولند (BCP) که در آن زمان اپوزیسیون بود، به طور تاریخی با کلیسای انجیلی لسوتو در جنوب آفریقا  پیوند داشت.
در لسوتو چهار اسقفی وجود دارد که یکی از آن‌ها اسقفی اعظم است:
- اسقفی اعظم ماسرو
- اسقف‌نشین لریبه
- اسقف‌نشین موهالس هوک
- اسقف‌نشین نک قچا